# Royal Aircraft Factory F.E.1
Royal Aircraft Factory F.E. 1 – samolot zaprojektowany i zbudowany w 1910 r. przez pioniera inżynierii lotniczej Goeffreya de Havillanda. Konstruktor uczył się nim latać pod koniec 1910 r. Po mianowaniu de Havillanda w grudniu 1910 r. asystentem projektanta i oblatywaczem w Army Baloon Factory w Farnborought (później Royal Aircraft Factory) ministerstwo wojny kupiło jego samolot za 400 funtów. Maszyna otrzymała oznaczenie F.E.1 (Farman Experimental, eksperymentalny farman)

## Projekt i rozwój

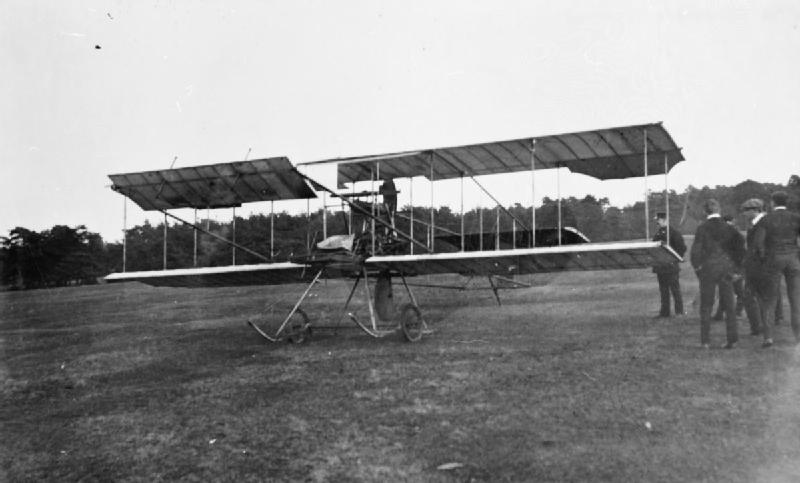
F.E. 2

Po porażce swojej pierwszej konstrukcji Geoffrey de Havilland zaczął pracować nad drugim samolotem, używając zaprojektowanego przez siebie silnika z pierwszej maszyny. Podobnie jak Bristol Boxkite i kilka innych brytyjskich konstrukcji z tamtego okresu projekt tego samolotu wykorzystywał ogólne założenia Farmana III, co oznaczało, że maszyna była dwuprzęsłowym dwupłatem w układzie pchającym z jednym statecznikiem poziomym zamocowanym na podłużnicach przed skrzydłami i drugim umieszczonym razem ze statecznikiem pionowym za skrzydłami, a pilot siedział między dolnymi skrzydłami bezpośrednio przed silnikiem. Kontrolę poprzeczną umożliwiała para lotek zamontowana na górnym skrzydle. De Havilland i kilku innych pilotów latało nim we Farnborough aż do lata 1911 r., kiedy to rozbił się samolot pilotowany przez porucznika Theodore’a J. Ridge’a; Ridge zginął później w katastrofie S.E.1.

## „Odbudowa” jako F.E. 2
Osobny artykuł: F.E.2
Po wypadku F.E.1 „odbudowano” go w sierpniu 1911 r. jako F.E. 2. W rzeczywistości został „odbudowany” tylko z nazwy, ponieważ był on zupełnie nową konstrukcją, zawierającą niewiele, jeśli w ogóle, oryginalnych części (w tym czasie Farnborough nie miało jeszcze uprawnień do budowania samolotów od podstaw). Silnik firmy Iris, który został poważnie uszkodzony w wypadku F.E.1, został zastąpiony rotacyjnym marki Gnome o mocy 50 KM; zamontowano też dwuosobową gondolę, a przedni statecznik poziomy przeniesiono na ogon, tworząc półtorapłat z klasycznym ogonem. W tej konfiguracji przeprowadzono wiele testów, m.in. z zamontowanym karabinem maszynowym Maxim oraz z pojedynczym pływakiem na środku (układ wodnosamolotu). F.E.2 był wtedy napędzany silnikiem Gnome o mocy 70 KM (52 kW).
W 1913 r. konstrukcja F.E.2 została jeszcze raz mocno przerobiona: gondolę wymieniono na bardziej opływową, zwiększono powierzchnię nośną górnego skrzydła przez wydłużenie rozpiętości do 12,08 m i poprawiono ogon przez zamontowanie mniejszego statecznika pionowego i podniesienie poziomego na wysokość górnych podłużnic. Gondola stała się głębsza i bardziej przestronna, a płaty identyczne jak w B.E.2a. Silnik Gnome zastąpiono chłodzonym powietrzem Renault w układzie V-8 o mocy 70 KM (52 kW). W gruncie rzeczy, choć fabryka ciągle budowała nowe samoloty, był powód, żeby za każdym razem używać tego samego oznaczenia. Ta maszyna uległa zniszczeniu w wypadku koło Wittering 23 lutego 1914 r., gdy pilot R. Kemp stracił kontrolę podczas nurkowania i nie był w stanie wyjść ze „stromego spiralnego opadania”, przez co zginął pasażer. Zmodyfikowany samolot nie miał wystarczającej powierzchni statecznika, by zrównoważyć siły od powierzchni burty gondoli. 
F.E.2a/b/d, które były licznie produkowane podczas I wojny światowej, naśladowały te same założenia projektowe, ale były o wiele większe i znowu zupełnie nowe. To ponowne użycie oznaczenia F.E. 2 powoduje zamieszanie wśród historyków lotnictwa.

## Użytkownicy
Wielka Brytania
- Royal Aircraft Factory